# 遠別町

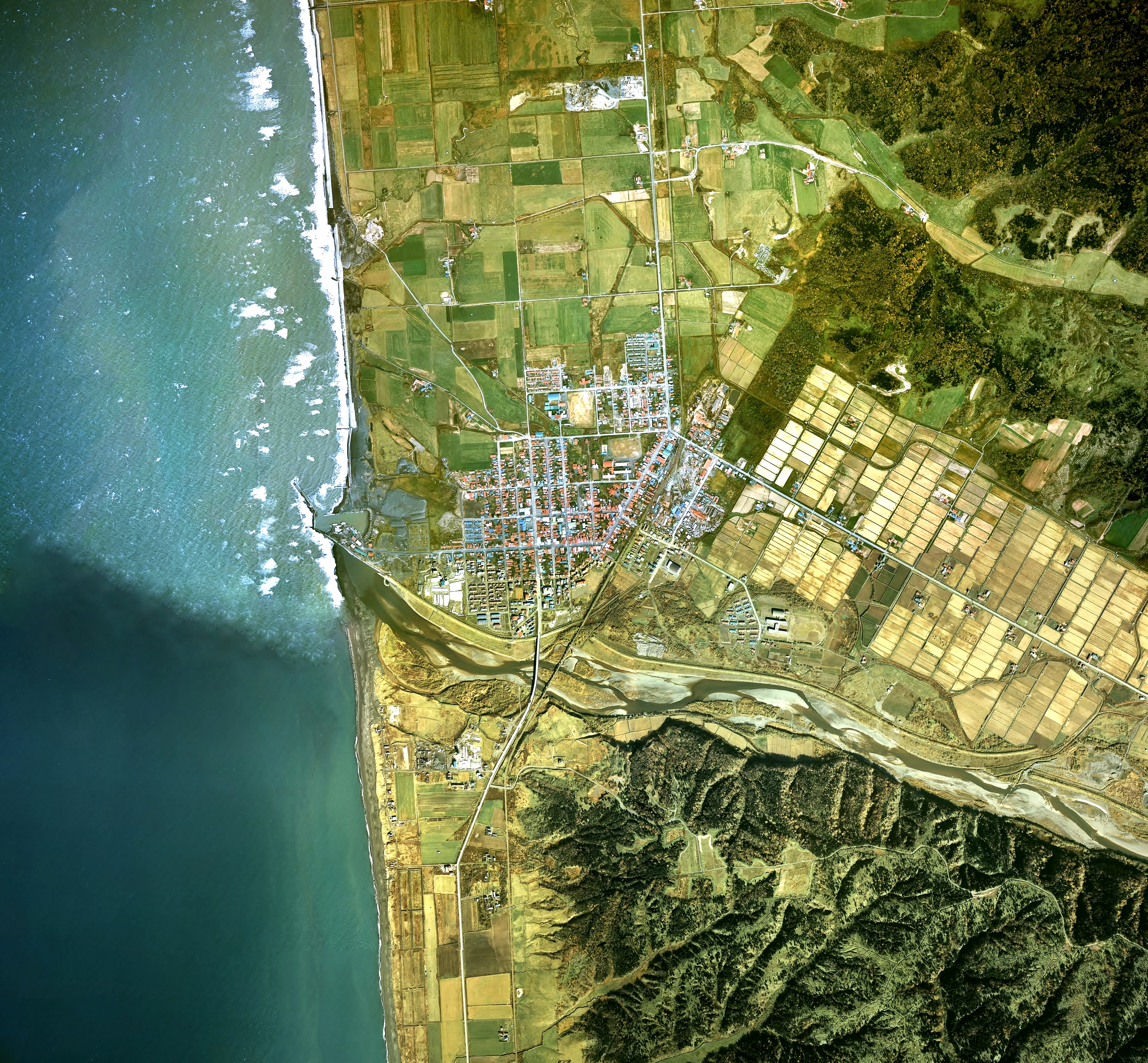
遠別町中心部周辺の空中写真。1977年撮影の6枚を合成作成。
。

遠別町（えんべつちょう）は、北海道の留萌地方管内北部（日本海側北西部／天塩郡）にある町で、日本最北の水田所在地である。

## 概況
北海道内では留萌地方に区分されているが、国の出先機関〔地方法務局（支局）、地方検察庁（支部）、地方・家庭裁判所（支部）、税務署、海上保安部、労働基準監督署、公共職業安定所など〕および民間機関の一部〔年金事務所、信用金庫などの金融機関、佐川急便〕などは、宗谷地方と同じ稚内市に拠点がある機関などの管轄となっており、隣町の天塩町とともに変則的な区分となっている。
地デジ放送においては、知駒（しりこま）中継局（枝幸郡中頓別町）の正式な放送区域ではなく、直接受信できたとしても電界強度が低いことから、町内全戸に光ファイバーケーブル網を構築して、共同受信視聴施設からの電波を視聴できるようにして、難視聴を解消した。

## 町名の由来
アイヌ語に由来するが諸説ある。
自然な解とされているものは、「ウェンペッ（wen-pet）」（悪い・川）に由来する、とするものである。同様の語源（wen-pet、あるいはwen-nay）を持つ地名と同様、何が「悪い」のかは不明であるが、幕末・明治の探検家松浦武四郎は「魚類至って少なし」と記している。また、1973年（昭和48年）に国鉄北海道総局が発行した『北海道　駅名の起源』には、羽幌線〔1987年（昭和62年）3月廃線〕「遠別」の由来について「ここの川は水質が悪く、飲めないため」としている。
このほか、永田方正著『北海道蝦夷語地名解』では、山の中に住むアイヌが浜の方に来て、この地のアイヌと語り合うのを楽しみにしているという民間語源による、「ウイェペッ（u-ye-pet）」（相・話する・川）という説が載せられているほか、「ウエベツ」（二股の川）に由来するという説もある。

## 地理

### 主な山
- ピッシリ山（1032m）
  - 苫前郡羽幌町、雨竜郡幌加内町および遠別町の3町にまたがり、山頂には一等三角点「比後岳」が設置されている。
- シートートムシメヌ山（799m）
  - 雨竜郡幌加内町および遠別町の2町にまたがる。
- 椴虫山（854.8m）
  - シートートムシメヌ山の北東側の稜線上にあり標高が高く、山頂には三等三角点「椴虫山」が設置されている[5]。

### 主な河川
- 遠別川、オタコシベツ川、ウツツ川

### 隣接している自治体
- 留萌振興局管内
  - 天塩郡 : 天塩町
  - 苫前郡 : 初山別村、羽幌町
- 上川総合振興局管内
  - 中川郡 : 中川町
  - 雨竜郡 : 幌加内町

### 人口
| |                                        |  |
| 遠別町と全国の年齢別人口分布（2005年） | 遠別町の年齢・男女別人口分布（2005年） |  |
| ■紫色 ― 遠別町 ■緑色 ― 日本全国 | ■青色 ― 男性 ■赤色 ― 女性              |  |
| 遠別町（に相当する地域）の人口の推移 \| 1970年（昭和45年） \| 6,971人 \| \| \| 1975年（昭和50年） \| 5,739人 \| \| \| 1980年（昭和55年） \| 5,375人 \| \| \| 1985年（昭和60年） \| 4,900人 \| \| \| 1990年（平成2年） \| 4,414人 \| \| \| 1995年（平成7年） \| 3,912人 \| \| \| 2000年（平成12年） \| 3,683人 \| \| \| 2005年（平成17年） \| 3,421人 \| \| \| 2010年（平成22年） \| 3,086人 \| \| \| 2015年（平成27年） \| 2,806人 \| \| \| 2020年（令和2年） \| 2,520人 \| \| |                                        |  |
| 総務省統計局 国勢調査より |                                        |  |
| 1970年（昭和45年） | 6,971人                                |  |
| 1975年（昭和50年） | 5,739人                                |  |
| 1980年（昭和55年） | 5,375人                                |  |
| 1985年（昭和60年） | 4,900人                                |  |
| 1990年（平成2年） | 4,414人                                |  |
| 1995年（平成7年） | 3,912人                                |  |
| 2000年（平成12年） | 3,683人                                |  |
| 2005年（平成17年） | 3,421人                                |  |
| 2010年（平成22年） | 3,086人                                |  |
| 2015年（平成27年） | 2,806人                                |  |
| 2020年（令和2年） | 2,520人                                |  |

### 消滅集落
以下の集落は人口0人の消滅集落となっている。
- 字正修（せいしゅう／南東部）[6]

## 気候
ケッペンの気候区分によると、遠別町は湿潤大陸性気候に属する。寒暖の差が大きく気温の年較差、日較差が大きい顕著な大陸性気候である。降雪量が多く、周辺の自治体と同様に豪雪地帯対策特別措置法に基づく特別豪雪地帯に指定されている。冬季ー20℃前後の気温が観測されることが珍しくなく、寒さが厳しい。
| 遠別（1991年 - 2020年）の気候      | 遠別（1991年 - 2020年）の気候 | 遠別（1991年 - 2020年）の気候 | 遠別（1991年 - 2020年）の気候 | 遠別（1991年 - 2020年）の気候 | 遠別（1991年 - 2020年）の気候 | 遠別（1991年 - 2020年）の気候 | 遠別（1991年 - 2020年）の気候 | 遠別（1991年 - 2020年）の気候 | 遠別（1991年 - 2020年）の気候 | 遠別（1991年 - 2020年）の気候 | 遠別（1991年 - 2020年）の気候 | 遠別（1991年 - 2020年）の気候 | 遠別（1991年 - 2020年）の気候 |
| 月                                 | 1月                           | 2月                           | 3月                           | 4月                           | 5月                           | 6月                           | 7月                           | 8月                           | 9月                           | 10月                          | 11月                          | 12月                          | 年                            |
| ---------------------------------- | ----------------------------- | ----------------------------- | ----------------------------- | ----------------------------- | ----------------------------- | ----------------------------- | ----------------------------- | ----------------------------- | ----------------------------- | ----------------------------- | ----------------------------- | ----------------------------- | ----------------------------- |
| 最高気温記録 °C （°F）             | 9.4 (48.9)                    | 12.2 (54)                     | 16.3 (61.3)                   | 25.7 (78.3)                   | 28.1 (82.6)                   | 32.6 (90.7)                   | 33.3 (91.9)                   | 34.2 (93.6)                   | 32.0 (89.6)                   | 24.1 (75.4)                   | 18.8 (65.8)                   | 13.0 (55.4)                   | 34.2 (93.6)                   |
| 平均最高気温 °C （°F）             | −2.2 (28)                     | −1.5 (29.3)                   | 2.4 (36.3)                    | 8.8 (47.8)                    | 15.2 (59.4)                   | 19.5 (67.1)                   | 23.5 (74.3)                   | 24.6 (76.3)                   | 21.5 (70.7)                   | 14.9 (58.8)                   | 6.9 (44.4)                    | 0.3 (32.5)                    | 11.2 (52.2)                   |
| 日平均気温 °C （°F）               | −5.8 (21.6)                   | −5.6 (21.9)                   | −1.4 (29.5)                   | 4.6 (40.3)                    | 10.4 (50.7)                   | 14.8 (58.6)                   | 18.9 (66)                     | 20.0 (68)                     | 16.3 (61.3)                   | 10.2 (50.4)                   | 3.4 (38.1)                    | −2.8 (27)                     | 6.9 (44.4)                    |
| 平均最低気温 °C （°F）             | −10.5 (13.1)                  | −11.0 (12.2)                  | −6.2 (20.8)                   | −0.1 (31.8)                   | 5.5 (41.9)                    | 10.5 (50.9)                   | 15.0 (59)                     | 15.9 (60.6)                   | 11.3 (52.3)                   | 5.4 (41.7)                    | −0.1 (31.8)                   | −6.4 (20.5)                   | 2.4 (36.3)                    |
| 最低気温記録 °C （°F）             | −26.8 (−16.2)                 | −25.6 (−14.1)                 | −23.1 (−9.6)                  | −11.3 (11.7)                  | −3.7 (25.3)                   | 0.2 (32.4)                    | 5.7 (42.3)                    | 5.5 (41.9)                    | 1.6 (34.9)                    | −5.0 (23)                     | −12.8 (9)                     | −21.9 (−7.4)                  | −26.8 (−16.2)                 |
| 降水量 mm （inch）                 | 73.3 (2.886)                  | 52.4 (2.063)                  | 53.1 (2.091)                  | 50.2 (1.976)                  | 68.9 (2.713)                  | 65.0 (2.559)                  | 123.0 (4.843)                 | 142.5 (5.61)                  | 126.0 (4.961)                 | 134.9 (5.311)                 | 129.4 (5.094)                 | 97.4 (3.835)                  | 1,121.9 (44.169)              |
| 平均降水日数 （≥1.0 mm）           | 19.5                          | 15.4                          | 13.1                          | 10.8                          | 10.5                          | 9.7                           | 10.0                          | 10.7                          | 11.4                          | 15.8                          | 19.2                          | 21.1                          | 167.5                         |
| 平均月間日照時間                   | 48.6                          | 76.4                          | 129.8                         | 165.8                         | 188.4                         | 160.8                         | 155.9                         | 164.2                         | 170.3                         | 119.8                         | 51.0                          | 28.5                          | 1,461.5                       |
| 出典1：Japan Meteorological Agency |                               |                               |                               |                               |                               |                               |                               |                               |                               |                               |                               |                               |                               |
| 出典2：気象庁                      |                               |                               |                               |                               |                               |                               |                               |                               |                               |                               |                               |                               |                               |

## 沿革
- 1896年（明治29年） 　白幡源太郎が遠別に入植する（遠別町で記録が残っている最初の人物）
- 1897年（明治30年） 　越前団体（現：福井県）が入植する（遠別町の開基）
- 1903年（明治36年） 　天塩村（現：天塩町）から分村、天塩郡遠別村
- 1919年（大正8年） 　二級町村制、天塩郡遠別村
- 1949年（昭和24年）3月　同年4月から「遠別町」とすると北海道知事が告示
（昭和24年3月8日北海道告示第266号）[8]
- 1949年（昭和24年）4月　道知事から内閣総理大臣に町制施行が届出された旨が告示
（昭和24年4月23日総理庁告示第34号）[9]〔町制施行〕
- 1952年（昭和27年）4月　町立遠別高等学校が開校
- 1961年（昭和36年）12月　ＮＨＫ遠別ラジオ中継放送所が供用開始
- 1968年（昭和43年）10月　正修地区（せいしゅう／南東部）が解散
- 1971年（昭和46年）9月　町立遠別中学校現校舎が供用開始
- 1973年（昭和48年）4月　町立遠別高等学校が道立に移管
- 1973年（昭和48年）4月　北留萌消防組合〔留萌地方中北部（当時）5町1村〕が組織[10]されて同消防署
遠別支署が設置〔（地方自治法の規定による一部事務組合で、消防組織法の規定による消防機関
（消防本部：羽幌町）〕
- 1975年（昭和50年）7月　町健民センター（浴場施設）が開設
- 1977年（昭和52年）11月　町研修センター（宿泊施設）が開設されて、町健民・研修センター「旭温泉」に
改称
- 1978年（昭和53年）4月　北海道遠別高等学校が「北海道遠別農業高等学校」に改称
- 1988年（昭和63年）6月　Ｂ＆Ｇ遠別海洋センター（プール）がオープン[11]
- 1988年（昭和63年）11月　町役場現庁舎が開庁
- 1989年（平成元年）6月　カナダ・キャッスルガー市と姉妹都市提携を調印
- 1991年（平成3年）2月　町デイサービスセンター「友愛苑」（ゆうあいえん）が開所
- 1991年（平成3年）4月　町特別養護老人ホーム「友愛苑」が開所
- 1992年（平成4年）8月　レストラン・物産館「とんがりかん」が営業開始（主体：えんべつリゾート開発）
- 1992年（平成4年）8月　マスコットキャラクター「モモちん」を制定（ベースはエゾモモンガ）
- 1993年（平成5年）4月　「とんがりかん」などの一帯が道の駅「富士見」として登録される
- 1994年（平成6年）11月　本町地区簡易水道浄水場が供用開始
- 1995年（平成7年）4月　町健民・研修センターを「旭温泉」に改称
- 1996年（平成8年）10月　町生涯学習センター「マナピィ・21」[12]が開館
- 1997年（平成9年）5月　「ＮＨＫのど自慢」の公開収録実施（町スポーツセンター／開基100年記念事業）
- 1997年（平成9年）10月　開基100年記念式典を挙行（町生涯学習センター「マナピィ・21」）
- 1998年（平成10年）3月　屋内ゲートボール場「すぱーく遠別」が竣工〔主体：（社福）町社会福祉協議会〕
- 1999年（平成11年）10月　樹遠（じゅおん）大橋が完成（道営広域営農団地農道整備事業留萌中部2期地区）
- 2000年（平成12年）10月　遠別浄化センターが供用開始および市街地の下水道が順次供用開始
- 2001年（平成13年）3月　町立遠別小学校現校舎が供用開始
- 2001年（平成13年）7月　遠別町富士見海水浴場（みなくるびーち）[13]が供用開始
- 2001年（平成13年）11月　遠別町ふれあいステーション（高齢者交流拠点施設）[14]がオープン
- 2002年（平成14年）3月　咲花（さきはな）トンネル竣工により北海道道119号遠別中川線が通年開通
- 2002年（平成14年）12月　家庭ごみの分別収集および組合指定ごみ袋の使用義務化による有料化が開始
〔西天北五町衛生施設組合（遠別町・天塩町・幌延町・豊富町・中川町）による〕
- 2003年（平成15年）4月　町立国保病院外来患者への薬の院外処方箋の発行開始
- 2003年（平成15年）8月　ＪＡ遠別がオロロン農協の発足により同遠別支所に改編（本所：羽幌町）
- 2004年（平成16年）2月　西天北4町（天塩町・幌延町・豊富町・中川町）任意合併協議会不参加を決定
- 2005年（平成17年）4月　「旭温泉」の運営を地方自治法による指定管理者制度に変更
- 2007年（平成19年）4月　「友愛苑」の運営を地方自治法による指定管理者制度に変更
- 2009年（平成21年）4月　認定こども園　遠別町幼児センター「きらり」[15]が開所
- 2010年（平成22年）7月　「友愛苑」の経営を指定管理者に移譲
- 2011年（平成23年）5月　町地域情報通信基盤施設「遠別光ネットワーク」[16]のサービス提供が開始
（地上デジタルテレビジョン放送難視聴地域の解消など、町内各地域間の情報格差是正のため）
- 2012年（平成24年）4月　「マナピィ・21」の運営を地方自治法による指定管理者制度に変更
- 2012年（平成24年）8月　北留萌消防組合消防署遠別支署現庁舎が開庁
- 2017年（平成29年）1月　官民連携による「民間賃貸集合住宅」[17]8戸が完成
（2LDK・2戸1LDK・6戸／北海道銀行および北海道留萌振興局が仲介、町は土地の無償貸与と費用補助、
民間企業が建設）[18][19]
- 2018年（平成30年）7月　町アクティブシニア多世代拠点交流センター「なごーみ」[20]がオープン
- 2018年（平成30年）7月　町公衆浴場が町老人福祉センターから「なごーみ」に移転併設[21]されてオープン
- 2019年（令和元年）8月　遠別町・天塩町共同斎場[22]が供用開始（遠別町字北里／北部）
- 2020年（令和2年）1月　レストラン・物産館「とんがりかん」が営業終了し建物は町に無償譲渡
- 2020年（令和2年）4月　道の駅が「富士見」から「えんべつ富士見」に改称[23]してリニューアルオープン
- 2021年（令和3年）2月　ＪＡオロロンがるもい農協の発足により同遠別支所に改編（本所：羽幌町）
- 2024年（令和6年）3月　町立国保病院が閉院および町健康管理センターが閉所
- 2024年（令和6年）4月　町国保診療所（有床）[24]が開所
- 2024年（令和6年）4月　屋内こども遊戯場・テレワーク施設「とんがりかん」[25]がオープン
（道の駅　旧レストラン・物産館）
- 2024年（令和6年）8月　「ウォッシュプラス　えんべつ富士見店」（コインランドリー）がオープン
（道の駅　旧さわやかトイレ）
- 2024年（令和6年）11月　北留萌消防組合消防署遠別支署初の救急車2台運用を開始
- 2025年（令和7年）7月　社会福祉法人湯（ゆう）らん福祉会（本部：旭川市）が特別養護老人ホーム
「友愛苑」などの経営を、8月から同法人「ふくろう会」（本部：日高地方管内新冠町／にいかっぷちょう）に承継[26]〔2010年（平成22年）7月に、町から社会福祉法人旭川湯らん福祉会（当時）に経営を移譲[27]〕

## 経済
主要産業は農業、酪農、漁業、林業など。日本最北の水田所在地（清川地区／北東部）。
- 稲作はホクレンから「もち米団地」の指定を受けて、昭和57年にうるち米からもち米への生産転換を図った。これはうるち米の混入を防ぐための生産方式である。

### 農協・漁協
- るもい農業協同組合／ＪＡるもい（本所：羽幌町）
  - 遠別支所
- 遠別漁業協同組合

### 漁港
- 遠別漁港（第4種漁港／整備は北海道開発局留萌開発建設部が所管）
  - 町漁船漁具保全（上架）施設[28]（漁港の南側／町が設置）

### 金融機関
- 稚内信用金庫（本部：稚内市）
  - 遠別支店

### 郵便局
- 遠別郵便局（集配局）
  - 廃止された郵便局
    - 天塩清川簡易郵便局／1982年（昭和57年）8月1日（字清川）
    - 中遠別郵便局／1983年（昭和58年）6月30日（字中央477番地）
    - 歌越郵便局／1990年（平成2年）6月30日（字歌越）
    - 丸松郵便局／1993年（平成5年）6月25日（字丸松61番地2）

## 公共機関

### 国の機関
- 林野庁北海道森林管理局留萌北部森林管理署（本署：天塩町）
  - 遠別・西遠別合同森林事務所

### 道の機関
- 北海道留萌振興局留萌建設管理部（本部：留萌市）
  - 遠別出張所

### 警察組織
- 北海道旭川方面天塩警察署（本署：天塩町）
  - 遠別駐在所
  - 廃止された駐在所
    - 歌越駐在所

### 消防機関
- 北留萌消防組合消防署（本署：羽幌町）
  - 遠別支署

## 教育または児童福祉関連機関
- 町立の児童福祉施設
  - 認定こども園　遠別町幼児センター「きらり」
- 町立小学校
  - 遠別小学校[29]
- 町立中学校
  - 遠別中学校[30]
- 道立高等学校
  - 遠別農業高等学校

## 町の機関・施設など
- 町の直接管理・運営など
  - 遠別町国民健康保険診療所（有床）
  - 遠別町スポーツセンター[31]
    - すぱーく遠別（屋内ゲートボール場／町社会福祉協議会から受託）
    - 遠別町スポーツ公園[32]（遠別町野球場ほか）
    - 遠別町Ｂ＆Ｇ海洋センター（プール）
    - 遠別町幸和スキー場[33]

  - 遠別町学校給食センター[34]
  - 遠別町生涯学習センター図書室[35]
    - 遠別町本町地区簡易水道浄水場
    - 遠別町ふれあいステーション（高齢者交流拠点施設）
    - 遠別町郷土資料館および同館収蔵庫[36]
    - 遠別町新規就農技術習得管理施設（新規就農者滞在施設）[37]

- 指定管理または業務委託など
  - なごーみ（遠別町アクティブシニア多世代拠点交流センター）および遠別町公衆浴場
  - マナピィ・21（遠別町生涯学習センター）および同図書室[38]
  - 遠別町・天塩町共同斎場
    - 遠別町墓地／霊園[39]

  - 道の駅えんべつ富士見
    - ウォッシュプラス　えんべつ富士見店（コインランドリー）

  - 屋内こども遊戯場・テレワーク施設「とんがりかん」
    - 遠別町富士見ヶ丘公園（キャンプ場ほか）[40]
    - 遠別川河川公園（遊具およびキャンプ場ほか）[41]
    - みなくるび～ち（遠別町富士見海水浴場）
    - 金浦原生花園[42]

  - 旭温泉
  - 遠別浄化センター（下水道終末処理場）
    - 遠別町漁船漁具保全（上架）施設
    - 遠別町農業振興センター[43]
    - 遠別町町民農園[44]
    - 遠別町堆肥製造センター（久光および歌越）[45]
    - 遠別町除雪センター（除雪車両用車庫）

  - びーぷる（遠別町移住交流支援センター[46]）
  - 遠別町次世代多目的交流センター[47]（農業高校女子寮）

- 閉園された町立の教育または児童福祉関連機関
  - 遠別保育園　2009年（平成21年）3月　
  - 遠別幼稚園　2009年（平成21年）3月
- 閉校・廃校された町立小学校
  - 久光小学校　1968年（昭和43年) 3月（きゅうこう）
  - 正修小学校　1968年（昭和43年）10月廃校
  - 北里小学校　1969年（昭和44年）3月
  - 啓明小学校　1972年（昭和47年）3月
  - 東野小学校　1974年（昭和49年）3月（ひがしの）
  - 金浦小学校　1978年（昭和53年）3月（かなうら）
  - 中央小学校大成分校　1982年（昭和57年）3月
  - 丸松小学校　1982年（昭和57年）3月
  - 歌越小学校　1988年（昭和63年）3月（うたこし）
  - 中央小学校　1999年（平成11年）3月
  - 清川小学校　2000年（平成12年）3月
- 閉校・廃校された町立中学校
  - 正修中学校　1968年（昭和43年）10月廃校
  - 清川中学校　1969年（昭和44年）3月
  - 中央中学校　1970年（昭和45年）3月
  - 東野中学校　1970年（昭和45年）3月
  - 歌越中学校　1988年（昭和63年）3月

## 交通

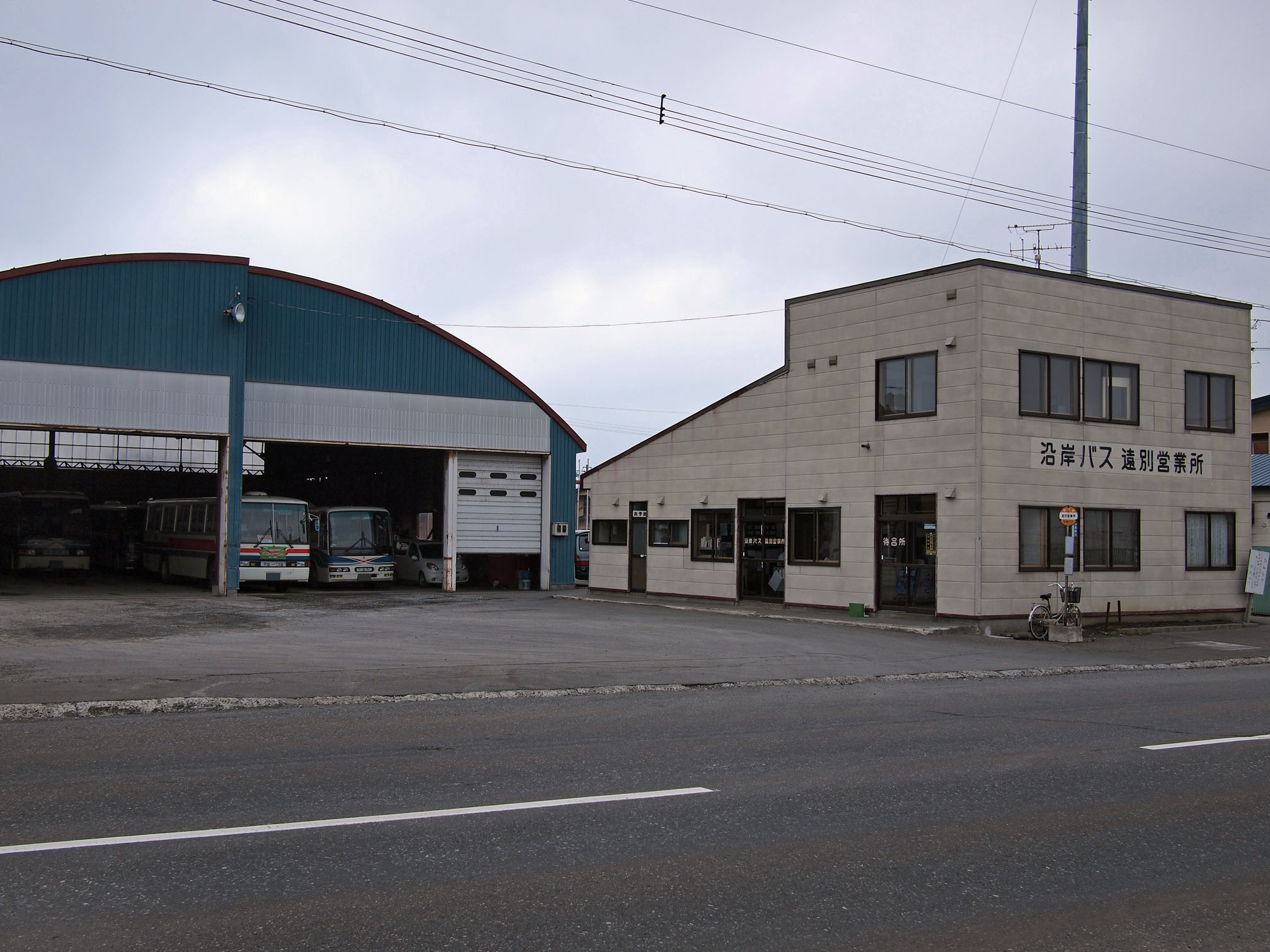
沿岸バス遠別ターミナル

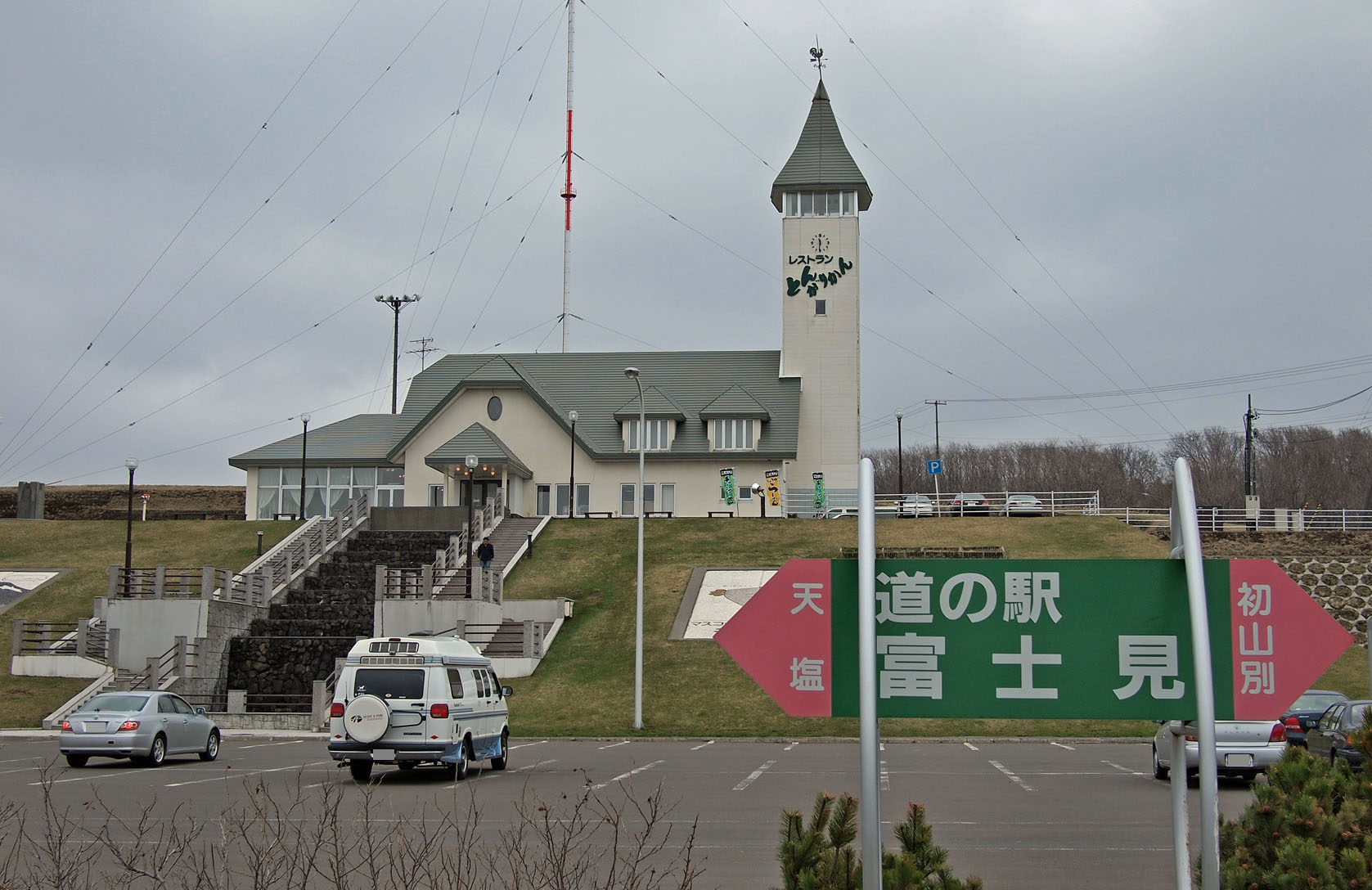
道の駅えんべつ富士見（旧写真）

### 空港
- 稚内空港（稚内市）
- 旭川空港（東神楽町）

### 鉄道
町内を通る鉄道は存在しない。鉄道を利用する場合の最寄り駅は、JR北海道宗谷本線幌延駅または同本線佐久駅（中川町）。

#### 廃止された鉄道
かつては、国鉄羽幌線が運行されていたが、1987年（昭和62年）3月29日をもって廃止された。主な駅として、南側から歌越駅、遠別駅、丸松駅があった。

### バス
- 沿岸バス
  - 一般路線バス（豊富羽幌線および幌延留萌線）
    - 旧国鉄羽幌線代替バス

  - 高速乗合バス（特急はぼろ号）

### 道路
- 一般国道
  - 国道232号
- 都道府県道
  - 北海道道119号遠別中川線
  - 北海道道256号豊富遠別線
  - 北海道道393号遠別停車場線
  - 北海道道688号名寄遠別線
  - 北海道道741号上遠別霧立線
  - 北海道道826号丸松線
  - 北海道道854号清川線
  - 北海道道971号旭温泉旭線

- 道の駅
  - えんべつ富士見

## 名所・観光スポットなど
- 旭温泉
- 富士見ヶ丘公園
- 遠別川河川公園
- 金浦原生花園

## その他
- 公式マスコットキャラクター「モモちん」（ベースはエゾモモンガ）が制定されており、きぐるみも作製されている。

## 姉妹都市・提携都市
- キャッスルガー市 （カナダ、ブリティッシュ・コロンビア州）

- 福井県越前市神山地区（かみやま） 
  - 自治体間での提携には至っていないが、明治30年に遠別町に初めて入植したのが越前市（旧武生市／たけふ）の越前団体であり、さらに調べると神山地区の人々が多数いたことから、平成9年の遠別町開基100年を機に「ゆかりの地」として、民間団体同士で主に小学生の相互交流事業などを行っている。

## 出身の有名人
- 松村和子 - 歌手
- 坂川栄治 - 装丁家、作家
- 正司歌江 - タレントかしまし娘
- 品田雄吉 - 映画評論家
- 井上強一 - 武道（合気道）家、塩田剛三の高弟、二代目養神館館長